# Copa Mundial de Fútbol Calle
La Copa Mundial de Fútbol Calle (también conocida por su nombre en inglés Homeless World Cup o su sigla HWC), es el único torneo internacional de fútbol anual —organizado desde 2003— que busca generar cambios duraderos en personas indigentes del mundo.
La copa busca realizar un cambio radical —a través de un mundial de fútbol— con personas excluidas socialmente, sin hogar y que viven en la pobreza, creando un impacto social tanto en los jugadores participantes como también en los voluntarios, espectadores y aquella gente que trabaja bajo el nombre de algún diario asociado. Componentes que ayudan a este propósito son la creación de un evento anual con alta aprobación y reconocimiento y un desarrollo continuo de programas en el mundo entero para asegurar que se beneficie cada vez más un mayor número de gente.
El mundial está organizado por la oficina central del HWC en Edimburgo, Escocia en estrecha cooperación con los países que albergan el campeonato, en este caso con la organización The Big Issue South Africa que también es miembro de la INSP y con la Red Internacional de Periódicos de Calle —y sus miembros— para promover la salud y la recuperación de la autoestima de personas que, por errores propios o por grandes dificultades como la ruptura de lazos familiares y laborales han acabado experimentando una de las más rigurosas formas de exclusión, que es la sobrevivencia en la calle.

## Socios más importantes de la HWC
Algunos de los socios más importantes son:
- UEFA.
- La Red Internacional de Publicaciones de la Calle (inglés: International Network of Street Newspapers) (INSP).
- Campaña Whiteband.
- Las Naciones Unidas (ONU).
- Philips.

## Países que participan
| - Afganistán - Alemania - Argentina - Australia - Austria - Bélgica - Bosnia y Herzegovina - Brasil - Bulgaria - Burundi - Camboya - Camerún - Canadá - Chile - China - Colombia - Corea del Sur - Costa de Marfil - Costa Rica - Croacia - Dinamarca - Egipto - Escocia - Eslovaquia | - Eslovenia - España - Estados Unidos - Estonia - Etiopía - Filipinas - Finlandia - Francia - Gales - Ghana - Granada - Grecia - Guatemala - Haití - Hong Kong - Hungría - India - Indonesia - Inglaterra - Irlanda - Irlanda del Norte - Israel - Italia - Japón | - Kazajistán - Kenia - Kirguistán - Liberia - Lituania - Luxemburgo - Malaui - Marruecos - México - Namibia - Nigeria - Noruega - Nueva Zelanda - Países Bajos - Palestina - Paraguay - Perú - Polonia - Portugal - República Checa - Ruanda - Rumanía - Rusia - Serbia | - Sierra Leona - Sudáfrica - Suecia - Suiza - Timor Oriental - Ucrania - Uganda - Zambia - Zimbabue |

## Ediciones

### 2003 (1.ª edición)
La primera Homeless World Cup donde el ganador fue Austria ganándole 2 a 1 a Inglaterra, tuvo lugar en julio de 2003 en la ciudad de Graz, Austria, por aquel entonces capital cultural europea. Fue un gran éxito. Pese a la tensión competitiva, reinó un ambiente de camaradería entre los equipos participantes. Gracias a la participación de los medios de comunicación (más de 90 periodistas internacionales y 25 equipos televisivos), este acontecimiento se convirtió en un gran evento mediático.
- 109 partidos
- 20 000 espectadores

### 2004 (2.ª edición)
Se realizó en Suecia, donde el ganador fue Italia con una victoria apretada entre éste con Austria, terminó con un 4 a 0 a Austria.

### 2005 (3.ª edición)
Este año el torneo se realizó en Edimburgo, Escocia, entre el 20 y el 24 de julio donde el ganador fue Italia 9 a 3 a Polonia, donde ganó por segunda vez consecutiva. 

### 2006 (4.ª edición)
Este año el torneo se realizó en Ciudad del Cabo, Sudáfrica, entre el 23 y el 30 de septiembre, en la misma plaza en la que Nelson Mandela pronunció su primer discurso tras salir de prisión y escenario de protestas antiapartheid, donde 500 jugadores de 48 países se dieron cita para competir por la Copa Mundial de Fútbol Calle. En esta edición ganó Rusia ganó 1 a 0 a Kazajistán, quitándole la racha a Italia. La cantidad de equipos en esta edición fue récord y la participación de los varios países de África, que en 2005 no pudieron participar en el torneo que se realizó en Escocia porque el Reino Unido no les otorgó la visa para entrar al país, fue una sorpresa ya que este año lograron participar por primera vez.
Este torneo en Ciudad del Cabo marcó la diferencia con la participación masiva de los países africanos, del continente más postergados del mundo, y eso contribuirá a una toma de conciencia sobre la necesidad y padecimientos provocados por la pobreza y el crecimiento demográfico.
Durante el evento se realizó un Foro Social en una carpa donde organizaciones sociales, pequeños productores y talleres de producción artesanal presentaron sus trabajos. Se realizó una conferencia Antirracismo, en la que participaron funcionarios, líderes sociales y el famoso futbolista de Mozambique Eusébio da Silva Ferreira que acompañó a los capitanes de los 48 equipos durante la inauguración, en una marcha a la que asistió el presidente de Sudáfrica, Thabo Mbeki.
Eusébio dijo: dar inicio al torneo es un momento importante para todos. Para los jugadores, es la posibilidad de pararse orgullosos y representar a sus países y tener el coraje de cambiar sus vidas. Para el deporte, esto demuestra que el "fútbol de base" puede cambiar vidas, puede ayudar a cambiar el mundo.
El presidente y cofundador del Mundial de Fútbol Calle, Mel Young, dijo: el nivel futbolístico fue asombroso y superó a ediciones anteriores, la participación de la comunidad fue fabulosa; en su mayoría gente de color y de raza negra y más allá de eso el resto de los jugadores del mundo han experimentado una vivencia inolvidable.

#### La HWC en cifras 2006
- 270 voluntarios.
- 496 jugadores.
- 300 partidos.
- 1800 goles.
- 10 000 bananas.
- 12 000 litros de agua.
- la 4.ª edición del HWC terminó con Rusia como ganadora de la Copa.
- De los 26 equipos ranqueados el año pasado de Edimburgo, Escocia, sólo dos (Polonia y Rusia llegaron a la final por la Copa Homeless World Cup. México, que participó por primera vez, obtuvo el cuarto lugar.
- Rusia ganó más partidos que ningún otro equipo mientras que Kazakhistán logró 12 partidos ganados. También Liberia se aseguró 12 victorias.
- A lo largo de los 300 partidos jugados, se realizaron 1 800 goles (promedio de 6 goles por partido). En total participaron 48 países , cifra récord del HWC representados por 496 jugadores.
- Los jugadores consumieron 12 mil litros de agua y 10 mil bananas durante el evento.
- 270 voluntarios participaron y ayudaron en el evento. 120 de los cuales estuvieron activos a jornada completa.
- La final del HWC fue trasmitida por el canal SABAC.

### 2007 (5.ª edición)
Esta edición se celebró en Dinamarca, donde Escocia ganó 9 a 3 a Polonia.

### 2008 (6.ª edición)
Esta edición se celebró en Australia, donde Afganistán ganó 5 a 4 a Rusia.

### 2009 (7.ª edición)
Esta edición se celebró en Italia, donde Ucrania ganó 5 a 4 a Portugal.

### 2010 (8.ª edición)
Esta edición se celebró en Brasil, donde Brasil ganó 6 a 0 a Chile.

### 2011 (9.ª edición)
Esta edición  se celebró en Francia, donde Escocia ganó 4 a 3 a México.

### 2012 (10.ª edición)
Esta edición se celebró en México, donde Chile ganó 8 a 5 a México.

### 2013 (11.ª edición)
Esta edición se celebró en Polonia, donde Brasil empató 3 a 3 con México, pero Brasil ganó 1 a 0 en penaltis.

### 2014 (12.ª edición)
Este año se realizó en Chile, en la ciudad de Santiago, en la Plaza de la Ciudadanía del 18 al 26 de octubre, con 42 países participantes. El afritión fue el ganador.

### 2015 (13.ª edición)
Esta edición se celebró en los Países bajos, donde México le ganó a Ucrania 5 a 2.

### 2016 (14.ª edición)
Esta edición se celebró en Escocia, donde México ganó 4 a 1 a Brasil.

### 2017 (15.ª edición)
Esta edición se celebró en Noruega, donde Brasil derrotó por marcador de 4 a 3 ante la selección defensora del título anterior: México, rompiendo así el paso perfecto de la selección mexicana de desamparadados, logrando así la revancha por lo ocurrido en el torneo anterior.

### 2018 (16.ª edición)
Los representativos mexicanos femenil y varonil quedaron campeones de la Homeless World Cup 2018, un torneo de futbol organizado para equipos conformados con personas sin hogar y que viven en la pobreza, que se celebró en el Zócalo de la Ciudad de México del 13 al 18 de noviembre. En el caso de las mujeres, ellas vencieron a Colombia por 5 a 3 en un apretado duelo del que pudieron separarse de las cafeteras en el marcador hasta la recta final y tras alternar el triunfo momentáneo en par de ocasiones. Este título se suma al palmarés que abarca los obtenidos en México 2012, Poznan 2013, Ámsterdam 2015, Glasgow 2016 y Oslo 2017. Por su parte, los varones despacharon a Chile 6 a 3 en un partido que se fue al descanso con marcador parcial de 2 a 1 y cuyo segundo tiempo estuvo lleno de emociones sobre la grada.

### 2019 (17.ª edición)
Esta edición se celebró en Cardiff, Gales, donde México ganó 5 a 1 a Chile. Después de esta edición el torneo tuvo que ser suspendido debido a la contingencia sanitaria ocasionada por el COVID-19, reanudando el torneo hasta la edición del 2023.

### 2023 (18.ª edición)
Durante la decimoctava edición, se celebró en los EE. UU., donde la selección de desamparados de Chile derrotó con autoridad 5-3 a la selección de desamparados de México, logrando así interrumpir por segunda vez consecutiva la racha positiva de la selección de desamparados de México (junto a Brasil) y consiguiendo así la revancha después de los últimos dos descalabros que sufrió la selección andina al perder ambas finales en ediciones anteriores (2018 y 2019).

### 2024 (19.ª edición)
La edición celebrada por primera vez en el continente asiático, en la capital surcoreana; Seúl, Corea del Sur, la selección mexicana de futbol de calle en sus categorías varonil y femenil se proclamaron campeones por quinta vez (rama varonil) y por novena ocasión (rama femenil), en ambas categorías al vencer en la final a sus respectivos rivales: Inglaterra con un resultado apretado 6-5 del final y a la selección de Rumanía por marcador de 5-2, colocándose como los máximos ganadores de este torneo desde que este fue creado por primera vez.

### 2025 (20.ª edición)
Para esta edición, el torneo se llevará a cabo en la capital nóórdica, Oslo. Por lo que a finales de agosto estarán compitiendo las y los  jóvenes seleccionados del Torneo Nacional. De acuerdo al sitio web oficial del torneo que está siendo respaldada por la máxima autoridad del futbol FIFA.
La ciudad de Oslo, Noruega será la sede de la Copa del Mundo de Personas sin Hogar en agosto de 2025. El torneo se llevará a cabo en colaboración con el Ejército de Salvación y se celebrará en la localidad de Rådhusplassen. Se esperan resultados más adelante.

## Resultados y estadísticas

### Campeonatos Masculinos
Esta tabla muestra los principales resultados de la fase final de cada Homeless World Cup. Para más información sobre un torneo en particular, véase la página especializada de ella en Detalles. 
| Año          | País anfitrión | Campeón    | Resultado       | Segundo lugar        | Tercer lugar | Resultado       | Cuarto lugar |
| ------------ | -------------- | ---------- | --------------- | -------------------- | ------------ | --------------- | ------------ |
| 2003 Detalle | Austria        | Austria    | 2:1             | Inglaterra           | Países Bajos | 11:5            | Brasil       |
| 2004 Detalle | Suecia         | Italia     | 4:0             | Austria              | Polonia      | 7:4             | Escocia      |
| 2005 Detalle | Escocia        | Italia     | 9:3             | Polonia              | Ucrania      | 11:5            | Escocia      |
| 2006 Detalle | Sudáfrica      | Rusia      | 1:0             | Kazajistán           | Polonia      | 3:1             | México       |
| 2007 Detalle | Dinamarca      | Escocia    | 9:3             | Polonia              | Liberia      | 11:5            | Dinamarca    |
| 2008 Detalle | Australia      | Afganistán | 5:4             | Rusia                | Ghana        | 6:4             | Escocia      |
| 2009 Detalle | Italia         | Ucrania    | 5:4             | Portugal             | Brasil       | 3:2             | Nigeria      |
| 2010 Detalle | Brasil         | Brasil     | 6:0             | Chile                | México       | 4:4 1:0 penales | Portugal     |
| 2011 Detalle | Francia        | Escocia    | 4:3             | México               | Brasil       | 7:1             | Kenia        |
| 2012 Detalle | México         | Chile      | 8:5             | México               | Brasil       | 6:2             | Indonesia    |
| 2013 Detalle | Polonia        | Brasil     | 3:3 1:0 penales | México               | Rusia        | 6:6 1:0 penales | Chile        |
| 2014 Detalle | Chile          | Chile      | 5:2             | Bosnia y Herzegovina | Polonia      | 4:4 1:0 penales | Brasil       |
| 2015 Detalle | Países Bajos   | México     | 5:2             | Ucrania              | Portugal     | 2:2 1:0 penales | Brasil       |
| 2016 Detalle | Escocia        | México     | 6:1             | Brasil               | Rusia        | 3:1             | Chile        |
| 2017 Detalle | Noruega        | Brasil     | 4:3             | México               | Rusia        | 5:3             | Chile        |
| 2018 Detalle | México         | México     | 6:3             | Chile                | Hungría      | 6:5             | Portugal     |
| 2019 Detalle | Gales          | México     | 5:1             | Chile                | Rusia        | 7:7 1:0 penales | Portugal     |
| 2023 Detalle | Estados Unidos | Chile      | 5:3             | México               | Brasil       | 4:2             | Portugal     |
| 2024 Detalle | Corea del Sur  | México     | 6:5             | Inglaterra           | Lituania     | 2:1             | Indonesia    |
| 2025 Detalle | Noruega        |            |                 |                      |              |                 |              |

### Palmarés Masculino
La lista a continuación muestra a los 21 equipos que han estado entre los cuatro mejores de alguna edición del torneo.
En cursiva, se indica el torneo en que el equipo fue local.
| Equipo               | Campeón                          | Subcampeón                       | Tercer lugar               | Cuarto lugar               |
| -------------------- | -------------------------------- | -------------------------------- | -------------------------- | -------------------------- |
| México               | 5 (2015, 2016, 2018, 2019, 2024) | 5 (2011, 2012, 2013, 2017, 2023) | 1 (2010)                   | 1 (2006)                   |
| Chile                | 3 (2012, 2014, 2023)             | 3 (2010, 2018, 2019)             |                            | 3 (2013, 2016, 2017)       |
| Brasil               | 3 (2010, 2013, 2017)             | 1 (2016)                         | 4 (2009, 2011, 2012, 2023) | 3 (2003, 2014, 2015)       |
| Escocia              | 2 (2007, 2011)                   |                                  |                            | 3 (2004, 2005, 2008)       |
| Italia               | 2 (2004, 2005)                   |                                  |                            |                            |
| Rusia                | 1 (2006)                         | 1 (2008)                         | 4 (2013, 2016, 2017, 2019) |                            |
| Ucrania              | 1 (2009)                         | 1 (2015)                         | 1 (2005)                   |                            |
| Austria              | 1 (2003)                         | 1 (2004)                         |                            |                            |
| Afganistán           | 1 (2008)                         |                                  |                            |                            |
| Inglaterra           |                                  | 2 (2003, 2024)                   |                            |                            |
| Polonia              |                                  | 2 (2005, 2007)                   | 3 (2004, 2006, 2014)       |                            |
| Portugal             |                                  | 1 (2009)                         | 1 (2015)                   | 4 (2010, 2018, 2019, 2023) |
| Kazajistán           |                                  | 1 (2006)                         |                            |                            |
| Bosnia y Herzegovina |                                  | 1 (2014)                         |                            |                            |
| Países Bajos         |                                  |                                  | 1 (2003)                   |                            |
| Liberia              |                                  |                                  | 1 (2007)                   |                            |
| Ghana                |                                  |                                  | 1 (2008)                   |                            |
| Hungría              |                                  |                                  | 1 (2018)                   |                            |
| Lituania             |                                  |                                  | 1 (2024)                   |                            |
| Dinamarca            |                                  |                                  |                            | 1 (2007)                   |
| Nigeria              |                                  |                                  |                            | 1 (2009)                   |
| Kenia                |                                  |                                  |                            | 1 (2011)                   |
| Indonesia            |                                  |                                  |                            | 1 (2024)                   |

### Campeonatos Femeninos
Esta tabla muestra los principales resultados de la fase final de cada Homeless World Cup Femenina. Para más información sobre un torneo en particular, véase la página especializada de ella en Detalles. 
| Año          | País anfitrión |        | Campeón | Resultado  | Segundo lugar |                 | Tercer lugar | Resultado | Cuarto lugar |
| 2008 Detalle | Australia      | Zambia | 7:1     | Liberia    | Kirguistán    | 6:4             | Colombia     |           |              |
| 2010 Detalle | Brasil         | Brasil | 7:3     | México     | Haití         | 2:0             | Kirguistán   |           |              |
| 2011 Detalle | Francia        | Kenia  | 4:3     | México     | Brasil        | 6:0             | Argentina    |           |              |
| 2012 Detalle | México         | México | 6:2     | Brasil     | Chile         | 4:0             | Indonesia    |           |              |
| 2013 Detalle | Polonia        | México | 4:1     | Chile      | Hungría       | 3:1             | Kirguistán   |           |              |
| 2014 Detalle | Chile          | Chile  | 4:3     | México     | Brasil        | 4:3             | Kirguistán   |           |              |
| 2015 Detalle | Países Bajos   | México | 3:1     | Chile      | Noruega       | 5:1             | Hungría      |           |              |
| 2016 Detalle | Escocia        | México | 5:0     | Kirguistán | Chile         | 2:1             | Escocia      |           |              |
| 2017 Detalle | Noruega        | México | 4:2     | Chile      | Kenia         | 4:0             | Kirguistán   |           |              |
| 2018 Detalle | México         | México | 5:3     | Colombia   | Chile         | 3:2             | Brasil       |           |              |
| 2019 Detalle | Gales          | México | 6:0     | Perú       | Rumania       | 3:3 2:1 penales | Chile        |           |              |
| 2023 Detalle | Estados Unidos | México | 2:0     | Chile      | Rumania       | 2:1             | Irlanda      |           |              |
| 2024 Detalle | Corea del Sur  | México | 5:2     | Rumania    | Polonia       | 3:1             | Egipto       |           |              |
| 2025 Detalle | Noruega        |        |         |            |               |                 |              |           |              |

### Palmarés Femenino
La lista a continuación muestra a los 16 equipos que han estado entre los cuatro mejores de alguna edición del torneo.
En cursiva, se indica el torneo en que el equipo fue local.
| Equipo     | Campeón                                                  | Subcampeón                 | Tercer lugar         | Cuarto lugar               |
| ---------- | -------------------------------------------------------- | -------------------------- | -------------------- | -------------------------- |
| México     | 9 (2012, 2013, 2015, 2016, 2017, 2018, 2019, 2023, 2024) | 3 (2010, 2011, 2014)       |                      |                            |
| Chile      | 1 (2014)                                                 | 4 (2013, 2015, 2017, 2023) | 3 (2012, 2016, 2018) | 1 (2019)                   |
| Brasil     | 1 (2010)                                                 | 1 (2012)                   | 2 (2011, 2014)       | 1 (2018)                   |
| Kenia      | 1 (2011)                                                 |                            | 1 (2017)             |                            |
| Zambia     | 1 (2008)                                                 |                            |                      |                            |
| Kirguistán |                                                          | 1 (2016)                   | 1 (2008)             | 4 (2010, 2013, 2014, 2017) |
| Rumania    |                                                          | 1 (2024)                   | 2 (2019, 2023)       |                            |
| Colombia   |                                                          | 1 (2018)                   |                      | 1 (2008)                   |
| Liberia    |                                                          | 1 (2008)                   |                      |                            |
| Perú       |                                                          | 1 (2019)                   |                      |                            |
| Hungría    |                                                          |                            | 1 (2013)             | 1 (2015)                   |
| Haití      |                                                          |                            | 1 (2010)             |                            |
| Noruega    |                                                          |                            | 1 (2015)             |                            |
| Egipto     |                                                          |                            |                      | 1 (2024)                   |
| Irlanda    |                                                          |                            |                      | 1 (2023)                   |
| Escocia    |                                                          |                            |                      | 1 (2016)                   |
| Indonesia  |                                                          |                            |                      | 1 (2012)                   |
| Argentina  |                                                          |                            |                      | 1 (2011)                   |